# Mesasigone
Mesasigone mira es una especie de araña araneomorfa de la familia Linyphiidae. Es el único miembro del género monotípico Mesasigone.

## Distribución
Se encuentra en Asia Central, Irán, Rusia y China.